# Monument de l'École polytechnique
Le monument de l'École polytechnique est une statue située à l'Académie militaire de West Point. C'est une réplique d'une statue de Corneille Theunissen pour l'École polytechnique qui commémore le sacrifice des élèves de l’École sous le régime du Premier Empire, morts pour défendre Paris contre la Sixième Coalition en 1814. 

## Historique

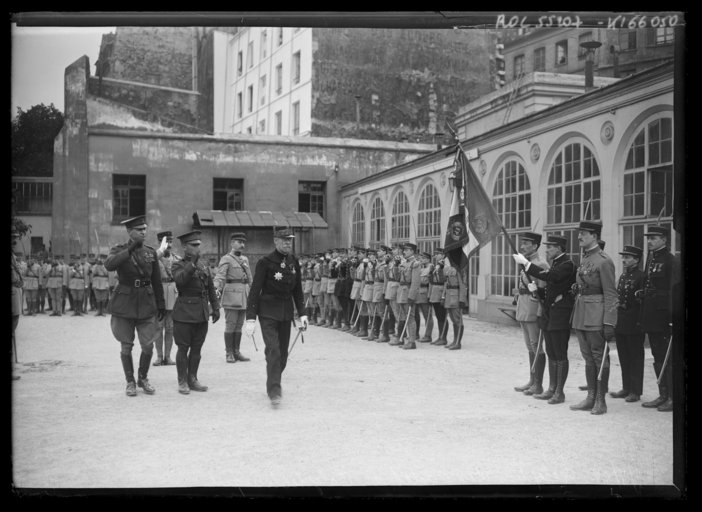
À l'École polytechnique, le général Turnier reçoit les officiers de l'Académie Militaire de Westpoint (1919).

Les bons rapports entre l’École polytechnique et West Point remontent au XIXe siècle. Claudius Crozet (en) (X1805) est professeur de génie militaire à West Point de 1816 à 1823. Sylvanus Thayer (en), superintendant de West Point entre 1817 et 1833, passe deux ans à l’École polytechnique au début de la Seconde Restauration. En décembre 1830, le marquis de Lafayette se rend à l'École polytechnique pour remettre une lettre de félicitations des élèves-officiers de West Point aux polytechniciens ayant participé à la révolution de Juillet, « nos frères d'armes et nos partenaires dans la défense de cette Liberté sacrée ». Les polytechniciens envoient une réponse tout aussi cordiale et respectueuse. En 1918, la découverte de ces lettres dans les papiers du maréchal Bosquet,  l'un des polytechniciens signataires de la lettre de 1830, conduit à une célébration de l'amitié entre les deux écoles.
En 1919, l’École polytechnique reçoit une délégation de trois cents élèves-officiers de West Point. La même année, le 21 octobre, West Point reçoit à son tour une délégation de l’École polytechnique, qui remet alors la statue, réplique d'un bronze présent à l'École depuis 1914, Le Conscrit de 1814. Ainsi, dans le sillage de la coopération franco-américaine pendant la Première Guerre mondiale, le moulage grandeur nature de la statue est offert à West Point par une association d'anciens élèves de l'École polytechnique — la Société amicale de secours (SAS) —, comme symbole de la fraternité entre les deux nations et écoles. Corneille Theunissen meurt de la grippe espagnole en 1918 alors qu'il se préparait au voyage vers les États-Unis pour participer à l'installation la statue. Initialement dorée à l'or fin, elle était ainsi surnommée « Dent d'or » (Gold Tooth) par les élèves-officiers.  Dans les années 1940, des élèves de l'Académie navale s'introduisent sur le campus à l'occasion du match de football américain opposant les deux écoles, nommé Army-Navy Game, et peignent la statue en bleu marine. Le placage or est perdu lorsque la peinture est retirée. Le monument est désormais peint couleur bronze,.

## Traditions de West Point
Les élèves-officiers de première année à West Point doivent connaître traditionnellement les « quatre erreurs sur le Monument français » : le sabre est courbé mais le fourreau droit ; le drapeau souffle dans une direction, le manteau en suit une autre ; un bouton est déboutonné et les boulets de canon sont trop gros pour la bouche du canon. Le monument était autrefois situé au bord de la Plaine (en) des cérémonies, mais il a maintenant été déplacé à l'intérieur du campus des élèves-officiers et son accès est limité au personnel académique.